# Phong trào nông dân Đông Học
Phong trào nông dân Đông Học (Hangul: 동학농민운동, Hanja: 東學農民運動, Hán-Việt: Đông Học Nông dân Vận động) là cuộc nổi dậy chống lại triều đình, chế độ phong kiến và các thế lực nước ngoài vào năm 1894 ở phía nam bán đảo Triều Tiên.
Các cuộc nổi dậy đầu tiên bắt đầu ở Gobu vào tháng 2 năm 1894 với giai cấp nông dân phản đối nạn tham nhũng chính trị của các quan chức chính quyền địa phương. Cuộc cách mạng này được đặt tên theo "Donghak" - một tôn giáo Triều Tiên nhấn mạnh vào "sự bình đẳng cho tất cả mọi người". Do quân đội thất bại trong nỗ lực đàn áp các cuộc nổi dậy. Triều đình nhà Triều Tiên đã buộc phải cầu viện nhà Thanh (Trung Quốc) viện trợ quân sự để có thể dập tắt bất ổn trong nước. Tuy nhiên, khi các quan chức Đế quốc Nhật Bản tại Triều Tiên phát hiện ra sự kiện 2,700 binh sĩ nhà Thanh đổ bộ gần thủ đô Hán Thành vào tháng 6, phía Nhật Bản cảnh báo sẽ có hành động đáp trả sự vi phạm Công ước Thiên Tân của nhà Thanh khi tiến hành "điều động lực lượng quân sự mà không thông báo cho Tokyo biết". Đây là nhân tố chính thúc đẩy cuộc chiến tranh Thanh-Nhật.